# Campeonato Mundial de Ajedrez 1985
El Campeonato Mundial de Ajedrez 1985 fue un encuentro entre el retador Garri Kaspárov de la Unión Soviética y su compatriota y campeón defensor Anatoli Kárpov. El match se jugó en Moscú, RSFS de Rusia. El primer juego empezó el 3 de septiembre de 1985. El último juego empezó el 9 de noviembre de 1985 con victoria de Kaspárov. Kaspárov ganó el match 13-11, convirtiéndose en el campeón número 13.

## Match
Debido a que el match pasado tuvo una duración excesiva con el formato de "Primero en ganar x partidas" (nada más y nada menos que 48 partidas), se decidió usar el viejo formato.
El match fue jugado como mejor de 24 juegos, las victorias contando 1 punto, los empates ½ punto, y las derrotas 0, y acabaría cuando un jugador llegue a 12½ puntos o cuando un jugador gane 6 partidas. Si el match acabara en un empate 12 a 12, el campeón defensor (Kárpov) retendría el título.
| Jugador        | 1 | 2 | 3 | 4 | 5 | 6 | 7 | 8 | 9 | 10 | 11 | 12 | 13 | 14 | 15 | 16 | 17 | 18 | 19 | 20 | 21 | 22 | 23 | 24 | Total (Vic) |
| -------------- | - | - | - | - | - | - | - | - | - | -- | -- | -- | -- | -- | -- | -- | -- | -- | -- | -- | -- | -- | -- | -- | ----------- |
| Anatoli Kárpov | 0 | ½ | ½ | 1 | 1 | ½ | ½ | ½ | ½ | ½  | 0  | ½  | ½  | ½  | ½  | 0  | ½  | ½  | 0  | ½  | ½  | 1  | ½  | 0  | 11 (3)      |
| Garri Kaspárov | 1 | ½ | ½ | 0 | 0 | ½ | ½ | ½ | ½ | ½  | 1  | ½  | ½  | ½  | ½  | 1  | ½  | ½  | 1  | ½  | ½  | 0  | ½  | 1  | 13 (5)      |

El segundo encuentro por el título mundial entre ambos se celebró, también, en Moscú. Comenzó el 3 de septiembre de 1985. Se jugaba a mejor de 24 partidas, pero quien consiguiese antes seis victorias se proclamaría campeón del mundo. En caso de empate el campeón conservaría la corona, y si perdía tendría derecho a una revancha en un plazo máximo de un año. Kárpov volvía a ser el favorito. Había ganado el torneo de Ámsterdam. Todo el mundo recordaba el 4 a 0 del encuentro anterior, y consideraba que con un número limitado de partidas Kaspárov no podría hacer valer su resistencia. Sin embargo, Kaspárov había ganado en experiencia y pudo ganar la primera partida; la tercera victoria consecutiva ante Kárpov. Hubiese sido la sexta victoria de no haber mediado la suspensión, lo que eternizará la duda de si Kaspárov hubiese conseguido remontar aquel mundial. Las dos siguientes partidas terminaron en tablas. En la cuarta Kárpov sacó lo mejor de sí mismo y ganó una emocionante partida. Kárpov también ganó la quinta partida de forma brillante. La sexta fue tablas, en la séptima Kaspárov encontró una difícil variante de tablas, y las tres siguientes también terminaron en tablas.

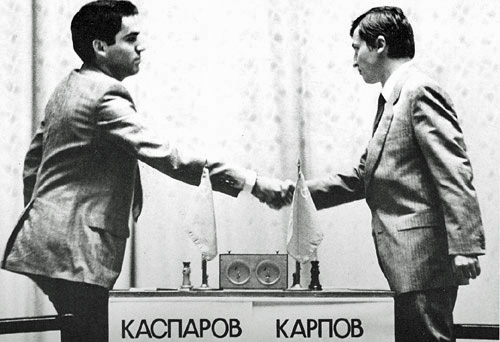
Kaspárov y Kárpov en el Campeonato Mundial de 1985.

 En la undécima partida Kárpov cometió un error y Kaspárov se adjudicó el punto. Las cuatro partidas siguientes terminaron en tablas. El marcador estaba empatado a 7½ y pocos dudaban de que Kárpov conservaría el título, pero en la partida decimosexta Kaspárov ganó una de las partidas más emocionantes de la historia. En la jugada 25, y con casi todas las piezas en el tablero, la posición de Kárpov es prácticamente de zugzwang. Este triunfo fue un duro golpe para Kárpov. Kaspárov se había convencido no ya de que podía ganar a Kárpov, sino de que jugaba mucho mejor al ajedrez. A falta de ocho partidas llevaba un punto de ventaja. Las partidas decimoséptima y decimoctava terminaron en tablas, y Kaspárov se adjudicó la decimonovena. La vigésima partida terminó en tablas tras una dura lucha, y tablas fue la siguiente.
En la vigesimosegunda partida Kárpov volvió a ganar. Faltaban dos partidas para el final y Kaspárov tenía un punto de ventaja. La vigesimotercera partida terminó en tablas, tras una dura lucha. Kárpov debía ganar la última partida y jugaba con blancas. Kárpov escogió una variante muy agresiva de la siciliana, y evitó en todo momento las variantes de tablas. Al final terminó perdiendo la partida. Kaspárov se había convertido en el campeón del mundo más joven de la historia.